# Епје (Ер)
Епје (фр. Épieds) насеље је и општина у северној Француској у региону Горња Нормандија, у департману Ер која припада префектури Евре.
По подацима из 2011. године у општини је живело 375 становника, а густина насељености је износила 77,0 становника/km². Општина се простире на површини од 4,87 km². Налази се на средњој надморској висини од 140 метара (максималној 140 m, а минималној 91 m).

## Демографија
| 1962. | 1968. | 1975. | 1982. | 1990. | 1999. | 2011. |
| ----- | ----- | ----- | ----- | ----- | ----- | ----- |
| 233   | 237   | 248   | 228   | 230   | 320   | 375   |

График промене броја становника у току последњих година